# Sauzet (Drôme)
Sauzet – miejscowość i gmina we Francji, w regionie Owernia-Rodan-Alpy, w departamencie Drôme.
Według danych na rok 1990 gminę zamieszkiwało 1 436 osób, a gęstość zaludnienia wynosiła 75 osób/km² (wśród 2880 gmin regionu Rodan-Alpy Sauzet plasuje się na 588. miejscu pod względem liczby ludności, natomiast pod względem powierzchni na miejscu 537.).